# よしもときんじ
よしもと きんじ（本名：吉本 欣司〈読みは左記と同じ〉、1966年2月27日 - 2021年11月5日、A型、広島県出身）は、日本のアニメーター、アニメ監督、色彩デザイナー。オフィス・アースワーク所属。アニメーターデビューからしばらくの間は、本名、もしくは「吉本 きんじ」といった名義を使用していたほか、「ヨシモトキンジ」「ジンキトモシヨ」などの名義を使用することもあった。

## 略歴
中学在学中に『宇宙戦艦ヤマト』を見たことからアニメに目覚め、高校在学中には『超時空要塞マクロス』のファンクラブを結成し、同人誌即売会の主催や自主アニメ制作を経て、後の盟友となるうるし原智志と出会う。
高校卒業後、アートランドへ入社して『超時空要塞マクロス 愛・おぼえていますか』の動画でアニメーターデビュー、『メガゾーン23』で原画デビューをそれぞれ飾る。『メガゾーン23 PARTII』や『王立宇宙軍 オネアミスの翼』への参加後はフリーランスとなり、『極黒の翼バルキサス』で企画、原案、監督デビューを果たすと同時に、うるし原たちと共にオフィス・アースワークを結成した。
2021年11月5日に死去。55歳没。最後の監督作品となった『ありふれた職業で世界最強』（第1期）では、同年11月10日に公式サイトにて訃報が発表された後、11月12日にTOKYO MXにて再放送された第6話にも同様の訃報を記載した画面が挿入された。

## 主な参加作品

### テレビアニメ
- ジンキ・エクステンド（絵コンテ）
- シュガシュガルーン（絵コンテ）
- 女子高生 GIRL'S-HIGH（絵コンテ）
- げんしけん2（色彩設定・監督[5]）
- ひまわりっ!!（絵コンテ）
- クイーンズブレイド 流浪の戦士（監督[6]・シリーズ構成・脚本・色彩設計[7]）
- クイーンズブレイド 玉座を継ぐ者（監督・ストーリーコンセプト・色彩設計）
- ロウきゅーぶ!（絵コンテ・OP演出）
- 未来日記（絵コンテ）
- クイーンズブレイド リベリオン（原画・ED1演出・ED2絵コンテ・演出・映像特典絵コンテ）
- DOG DAYS'（ミュージックパート絵コンテ・演出）
- 機巧少女は傷つかない（監督[8]）
- 勇者になれなかった俺はしぶしぶ就職を決意しました。（監督[9][10]）
- ウィザード・バリスターズ 弁魔士セシル（作画監督）
- モモキュンソード（絵コンテ・OP絵コンテ・演出・原画）
- トリニティセブン（絵コンテ）
- クロスアンジュ 天使と竜の輪舞（作画監督）
- 暗殺教室（絵コンテ）
- レーカン!（OP絵コンテ・OP演出・OP制作担当・OP原画）
- sin 七つの大罪（監督・ストーリーコンセプト・シリーズ構成・色彩設計・選曲・原画）
- じょしおちっ!〜2階から女の子が…降ってきた!?〜（監督・脚本・絵コンテ・演出）
- ありふれた職業で世界最強（監督・シリーズ構成・シナリオ[11]・絵コンテ・OP絵コンテ）
- 回復術士のやり直し（演出）
- 異世界魔王と召喚少女の奴隷魔術Ω（演出）

### 劇場アニメ
- 老人Z（原画）

### 一般OVA
- メガゾーン23（原画）
- メガゾーン23 PARTII（原画）
- ウォナビーズ（原画）
- 魔龍戦紀（原画）
- 極黒の翼バルキサス（企画・原案・脚本・絵コンテ・演出・監督）
- バブルガムクライシス PART7（作画監督）
- RIDING BEAN（メカニック設定）
- けっこう仮面（第3、4話、監督）
- プラスチックリトル（監督）
- クイーンズブレイド 美しき闘士たち（監督・ストーリーコンセプト・色彩設計）

### 18禁OVA
- 淫獣学園 La☆BlueGirl（キャラクターデザイン・絵コンテ）
- 同級生 夏の終わりに（第1、2巻：監督・絵コンテ[12]）
- Natural2 -DUO-（監督、第1、3、4巻：絵コンテ、第3、4巻：演出）
- フロントイノセント（プロデュース）
- 悪戯 〜いたずら〜 THE ANIMATION（プロデューサー）

### 一般ゲーム
- ラングリッサーIII（アニメムービー監督）
- ラングリッサーV（アニメムービー監督）
- グローランサー（アニメムービー監督）
- ファインドラブ2 ラプソディ（アニメムービー監督）

### 18禁PCゲーム
- 秘密の花園（演出）

### 漫画
- レジェンド・オブ・レムネア（原案）
- 悠久黙示録エイドロンシャドー（原案）

### 挿絵
- 王立宇宙軍 オネアミスの翼
- 真魔神伝 バトルロイヤルハイスクール